# Nicolaus Dassow
Nicolaus Dassow (* 11. Dezember 1639 in Hamburg; † 8. August 1706 in Greifswald) war ein deutscher Professor der Theologie.

## Leben
Er war der Sohn des Archidiakons der St. Petri-Kirche in Hamburg, Johannes Dassow, und der Gertrud Uppendorf.
1657 ging er an die Universität Greifswald und studierte die arabische, syrische und griechische Sprache sowie Geschichte und Mathematik. Er ging dann nach Gießen und hörte u. a. bei Peter Haberkorn, um dort 1662 zum Magister der Philosophie zu promovieren.
Dassow ging dann nach Greifswald und disputierte dort 1682. Nach der Amtsenthebung Johannes Colbergs übernahm er von 1679 bis 1682 vertretungsweise und ab 1683 offiziell das Archidiakonat an St. Marien bis zur Rückkehr Colbergs.
Nicolaus Dassow heiratete 1684 Anna Luise Katharina Siricius, die Tochter des Rostocker Theologen Michael Siricius. 1686 promovierte er zum Dokter der Theologie und wurde ordentlicher Professor der Theologie in Greifswald. Damit wurde er auch Assessor des Greifswalder Konsistoriums.
Nach Colbergs Tod 1687 wurde Dassow Pastor an St. Marien. Er wurde vor dem Altar der Kirche beigesetzt.